# Гарі Голмс
Гарі Голмс (англ. Gary Holmes; нар. 10 листопада 1965, Джорджтаун, Гаяна) — канадський борець вільного стилю, срібний та дворазовий бронзовий призер Панамериканських чемпіонатів, срібний та бронзовий призер Панамериканських ігор, бронзовий призер Кубку світу, дворазовий чемпіон чемпіонатів Співдружності, чемпіон Ігор Співдружності, срібний призер Франкомовних ігор, учасник двох Олімпійських ігор.

## Життєпис
Боротьбою почав займатися з 1980 року.
Виступав за борцівський клуб «Steelhawk» Гамільтон. Тренер — Нік Кіпріано, Дейв Майр.
Старший брат — Лоуренс Голмс (1962), теж борець, учасник двох Олімпіад у складі кнадської збірної.

## Спортивні результати на міжнародних змаганнях

### Виступи на Олімпіадах
| Змагання                    | Збірна | Вагова категорія          | Місце              |
| --------------------------- | ------ | ------------------------- | ------------------ |
| Літні Олімпійські ігри 1988 | Канада | вільна боротьба, до 74 кг | не вийшов із групи |
| Літні Олімпійські ігри 1992 | Канада | вільна боротьба, до 74 кг | 6                  |

### Виступи на Чемпіонатах світу
| Змагання                        | Збірна | Вагова категорія          | Місце |
| ------------------------------- | ------ | ------------------------- | ----- |
| Чемпіонат світу з боротьби 1991 | Канада | вільна боротьба, до 74 кг | 18    |
| Чемпіонат світу з боротьби 1995 | Канада | вільна боротьба, до 82 кг | 25    |
| Чемпіонат світу з боротьби 1998 | Канада | вільна боротьба, до 85 кг | 11    |
| Чемпіонат світу з боротьби 1999 | Канада | вільна боротьба, до 85 кг | 32    |

### Виступи на Панамериканських чемпіонатах
| Змагання                                   | Збірна | Вагова категорія                 | Місце  |
| ------------------------------------------ | ------ | -------------------------------- | ------ |
| Панамериканський чемпіонат з боротьби 1987 | Канада | вільна боротьба, до 74 кг        | Бронза |
| Панамериканський чемпіонат з боротьби 1987 | Канада | греко-римська боротьба, до 74 кг | 4      |
| Панамериканський чемпіонат з боротьби 1989 | Канада | вільна боротьба, до 74 кг        | Срібло |
| Панамериканський чемпіонат з боротьби 1992 | Канада | вільна боротьба, до 74 кг        | Бронза |

### Виступи на Панамериканських іграх
| Змагання                  | Збірна | Вагова категорія                 | Місце  |
| ------------------------- | ------ | -------------------------------- | ------ |
| Панамериканські ігри 1987 | Канада | вільна боротьба, до 74 кг        | Бронза |
| Панамериканські ігри 1987 | Канада | греко-римська боротьба, до 74 кг | 4      |
| Панамериканські ігри 1999 | Канада | вільна боротьба, до 85 кг        | Срібло |

### Виступи на Кубках світу
| Змагання                    | Збірна | Вагова категорія          | Місце  |
| --------------------------- | ------ | ------------------------- | ------ |
| Кубок світу з боротьби 1989 | Канада | вільна боротьба, до 82 кг | 5      |
| Кубок світу з боротьби 1991 | Канада | вільна боротьба, до 74 кг | Бронза |

### Виступи на Чемпіонатах Співдружності
| Змагання                                | Збірна | Вагова категорія          | Місце  |
| --------------------------------------- | ------ | ------------------------- | ------ |
| Чемпіонат Співдружності з боротьби 1987 | Канада | вільна боротьба, до 74 кг | Золото |
| Чемпіонат Співдружності з боротьби 1993 | Канада | вільна боротьба, до 82 кг | Золото |

### Виступи на Іграх Співдружності
| Змагання                | Збірна | Вагова категорія          | Місце  |
| ----------------------- | ------ | ------------------------- | ------ |
| Ігри Співдружності 1986 | Канада | вільна боротьба, до 74 кг | Золото |

### Виступи на Франкомовних іграх
| Змагання              | Збірна | Вагова категорія          | Місце  |
| --------------------- | ------ | ------------------------- | ------ |
| Франкомовні ігри 1994 | Канада | вільна боротьба, до 82 кг | Срібло |

### Виступи на інших змаганнях
| Змагання                                                             | Збірна | Вагова категорія          | Місце |
| -------------------------------------------------------------------- | ------ | ------------------------- | ----- |
| Панамериканський Олімпійський кваліфікаційний турнір з боротьби 1996 | Канада | вільна боротьба, до 82 кг | 5     |
| Гран-прі Німеччини з боротьби 1998                                   | Канада | вільна боротьба, до 85 кг | 12    |
| Гран-прі Німеччини з боротьби 1999                                   | Канада | вільна боротьба, до 85 кг | 8     |

### Виступи на змаганнях молодших вікових груп
| Змагання                                      | Збірна | Вагова категорія          | Місце  |
| --------------------------------------------- | ------ | ------------------------- | ------ |
| Кубок світу з боротьби серед молоді 1984      | Канада | вільна боротьба, до 62 кг | Бронза |
| Чемпіонат світу з боротьби серед молоді 1985  | Канада | вільна боротьба, до 68 кг | Срібло |
| Чемпіонат світу з боротьби серед юніорів 1983 | Канада | вільна боротьба, до 65 кг | Срібло |